# Międzyrzec Podlaski
Międzyrzec Podlaski es una ciudad en el sudeste de Polonia de 17.300 habitantes (2004), situada actualmente en la Voivodia de Lublin.

## Economía
De una población activa de aproximadamente 4.900 habitantes, trabajan un 36% en la industria, un 19% en el comercio y un 11% en la educación. El porcentaje de parados era en octubre del 2005 del 22%. 

## Comunicaciones
En la ciudad se encuentra el cruce de la carreteras Berlín–Varsovia–Międzyrzec Podlaski–Brest–Minsk–Moscú y Białystok–Międzyrzec Podlaski–Lublin–Rzeszów.
Por la ciudad transcurre el tren Berlín–Varsovia–Międzyrzec Podlaski–Brest–Moscú.

## Historia
La primera mención escrita de Międzyrzec Podlaski como ciudad es del año 1477. Desde el siglo XVI hay en Międzyrzec Podlaski población judía. En 1795 la ciudad fue ocupada por Austria, desde 1809 perteneció al Ducado de Varsovia y en 1815 pasó a formar parte del Reino de Polonia. En 1867 llega el ferrocarril a la ciudad.
A finales de los años 30, la comunidad judía, formada por 12.000 personas, representaba 3/4 de la población. A finales de septiembre de 1939, el Ejército Rojo ocupa la ciudad, pero la evacua de nuevo a principios de octubre según un añadido secreto del pacto Pacto Ribbentrop-Mólotov; aproximadamente 2.000 jóvenes les siguen a la zona ocupada por los soviéticos. Los alemanes crearán un ghetto, que hasta 1943 servirá de gueto de transferencia y con más de 20.000 presos estaba completamente sobresaturado. En el verano de 1943 el gueto fue vaciado  y los últimos 160 a 200 habitantes fueron fusilados el 17 de julio de 1943, tras lo cual Międzyrzec Podlaski fue declarado libre de judíos. A finales de la ocupación de los nazis, menos del 1% de la población judía había sobrevivido.

## Lugares de interés
Entre los lugares de interés se encuentran la plaza del mercado, del siglo XV, y la iglesia de San Nicolás (kościół św. Mikołaja) de 1477. El hospital local se construyó entre los años 1846 y 1840. La estación de tren data de 1867.

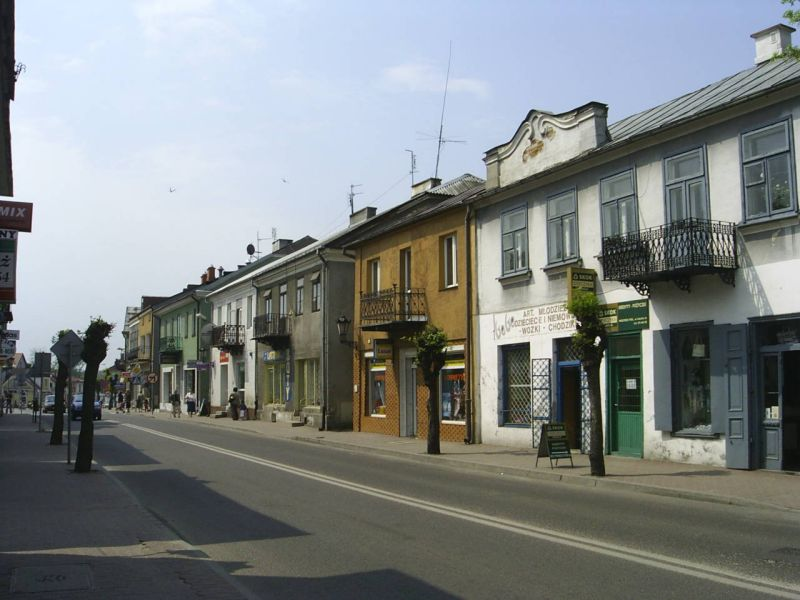
Calle Lubelska
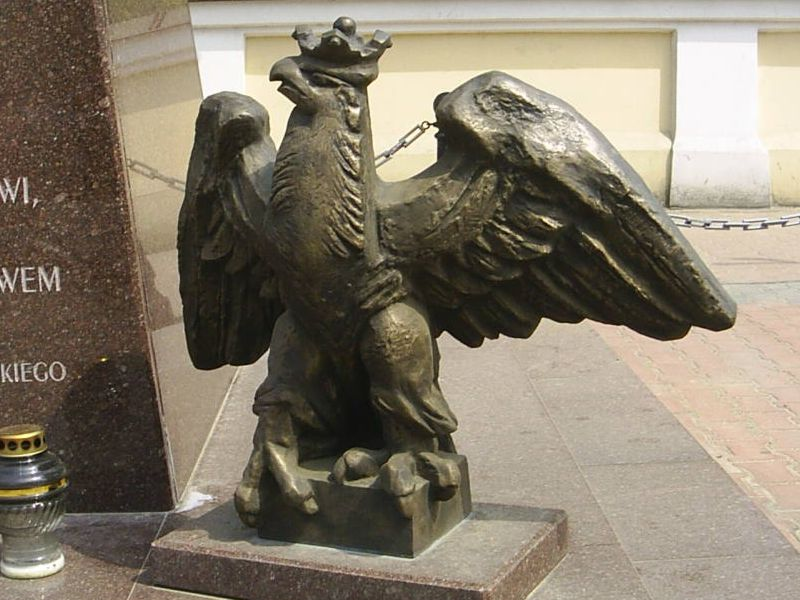
Águila del monumento a Stefan Wyszyński
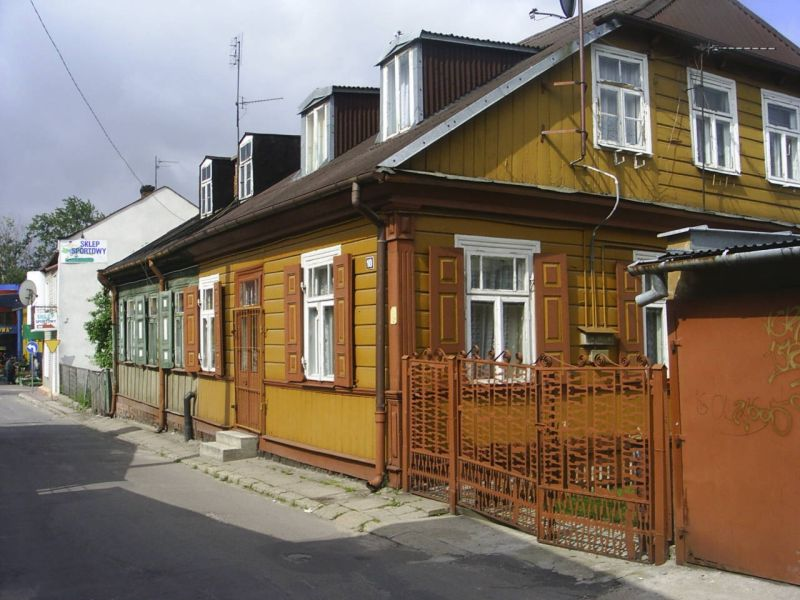
Casas antiguas de madera
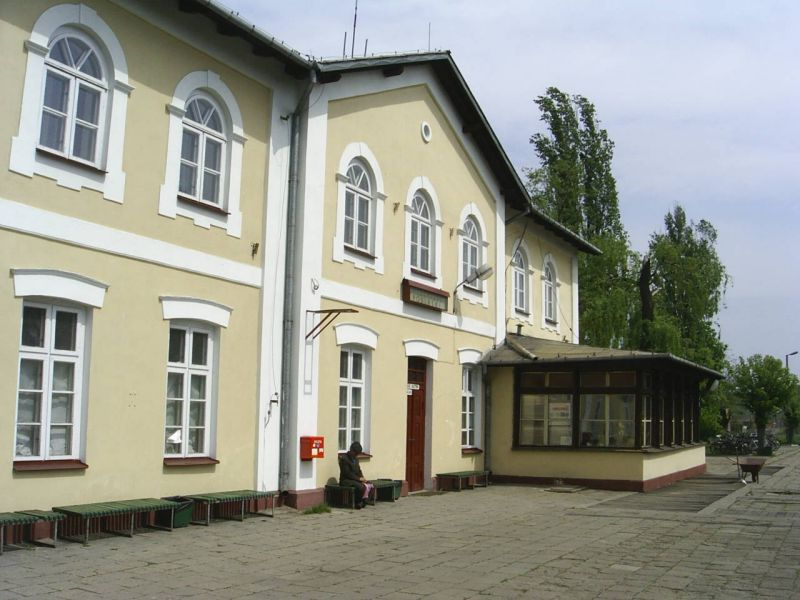
Estación de tren
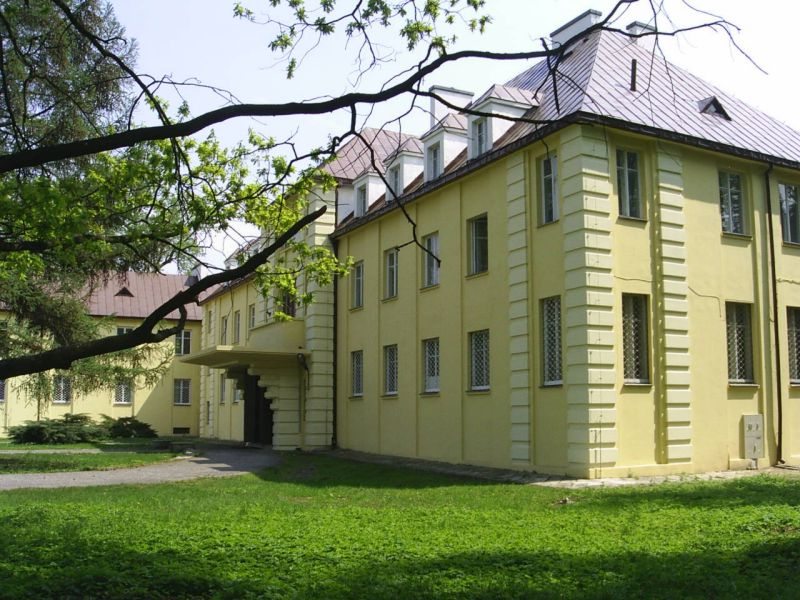
Palacio de Potocki
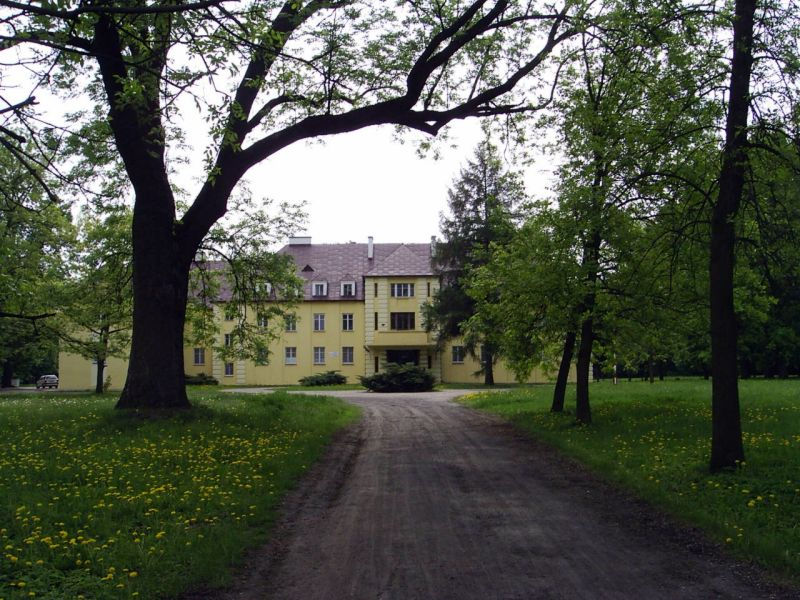
Palacio de Potocki - fachada
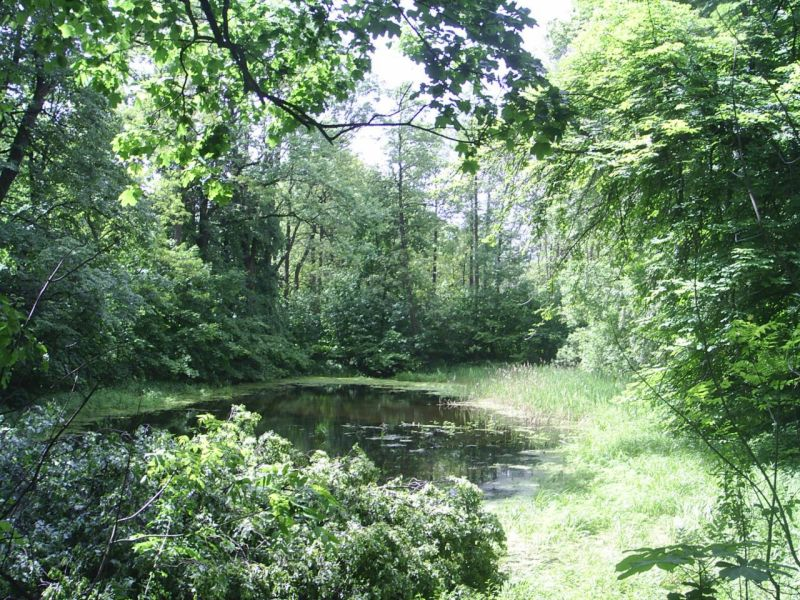
Parque inglés
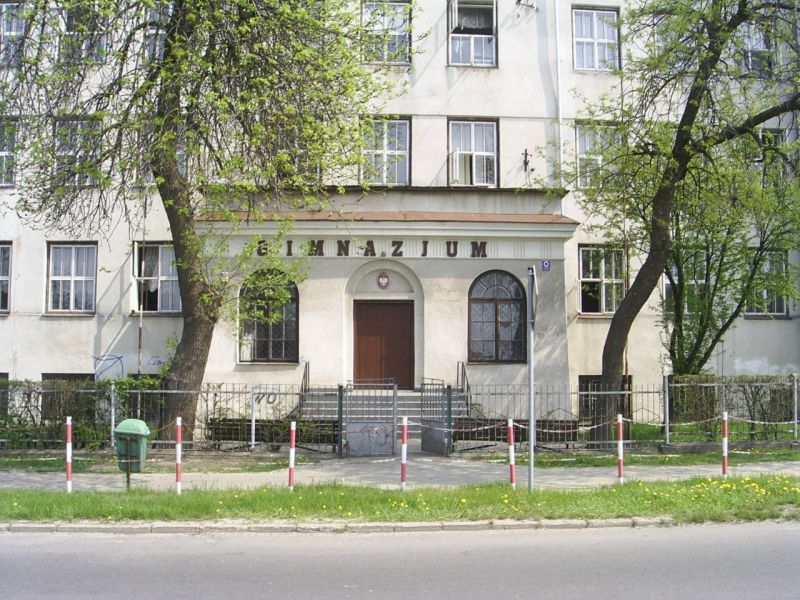
Escuela
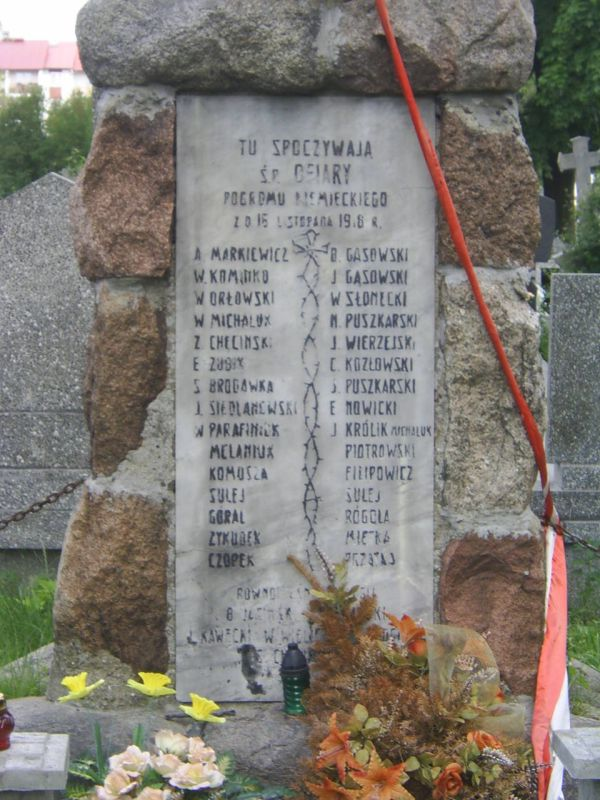
Monumento a los caídos
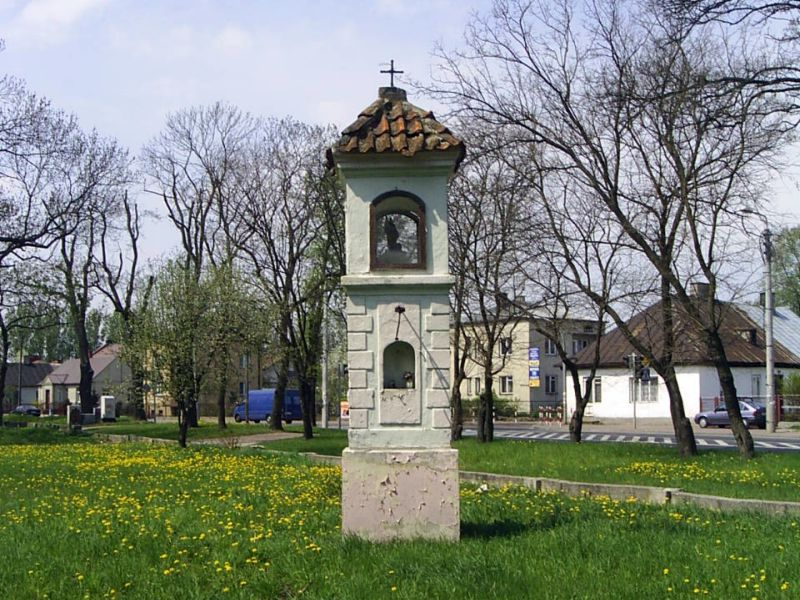
Antigua capilla
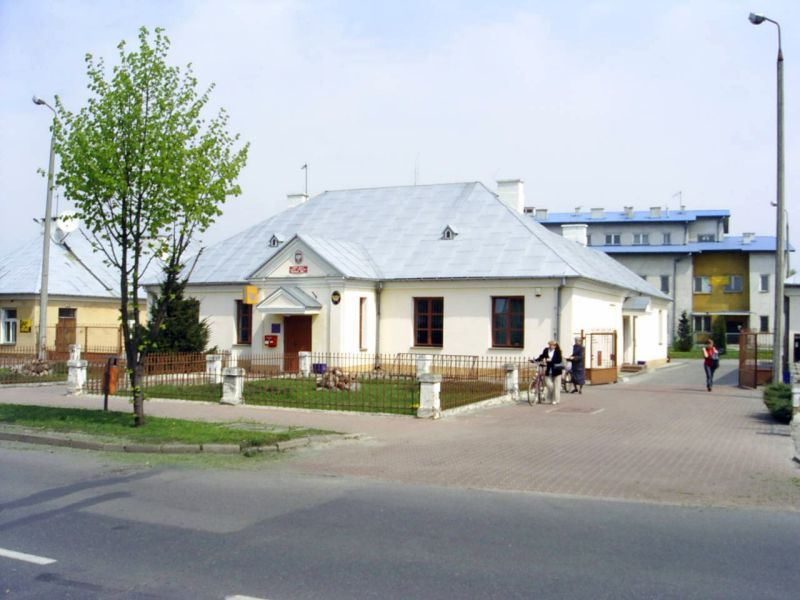
Oficina de correos
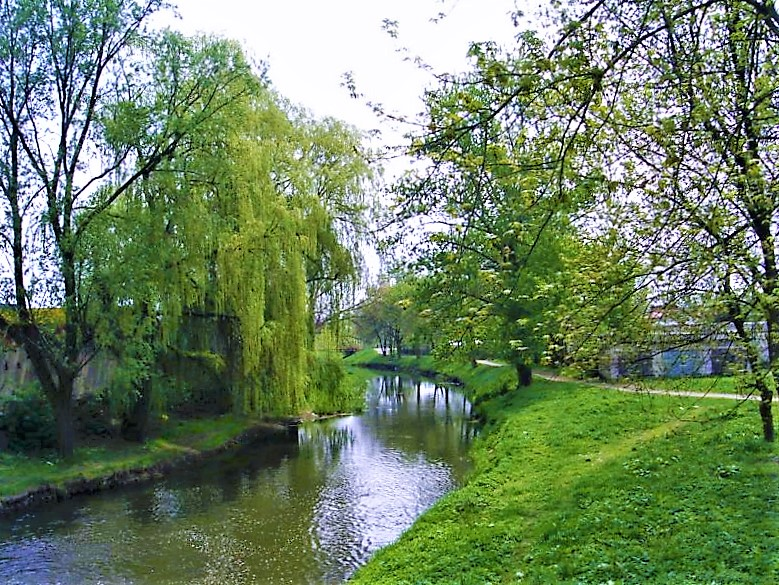
Río Krzna river
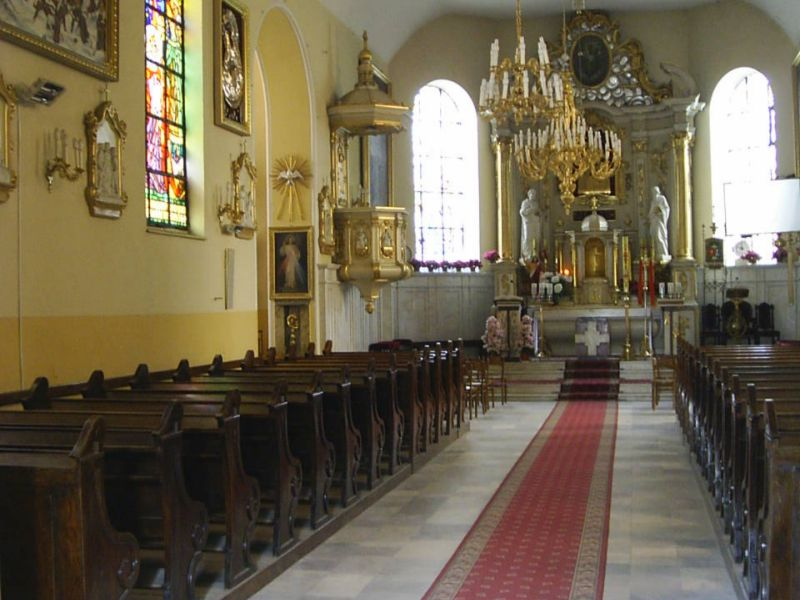
Iglesia de san José
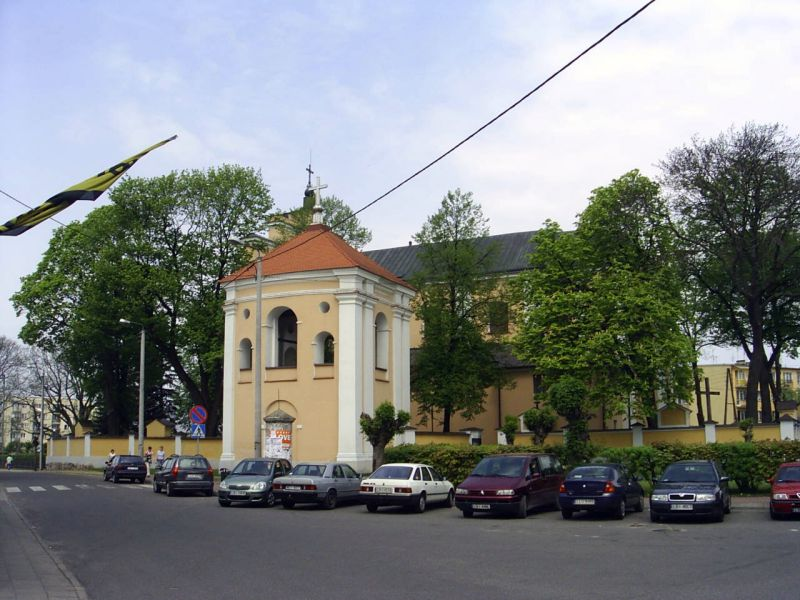
Iglesia de san Nicolás
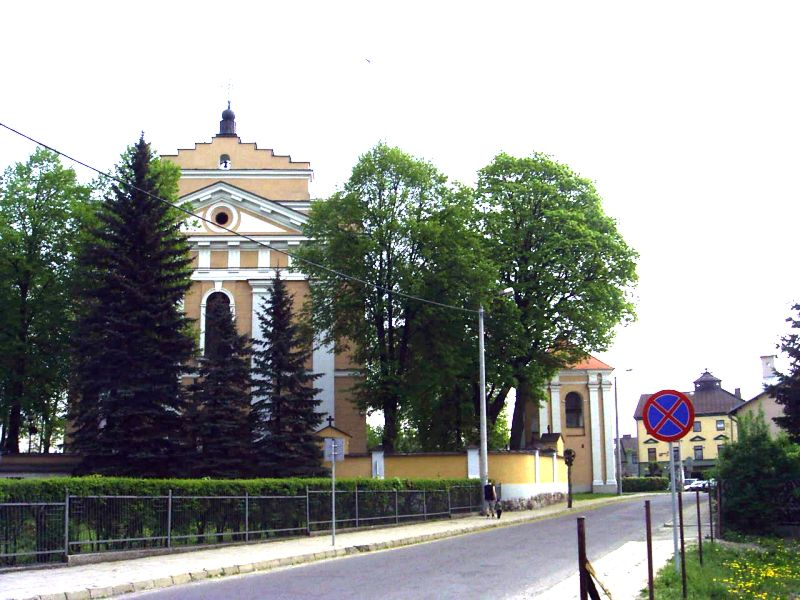
Iglesia de san Nicolás - fachada
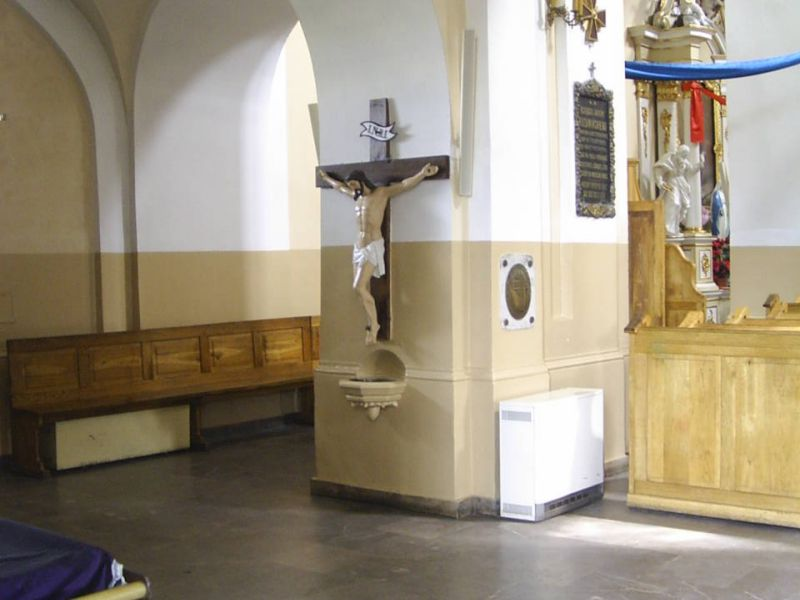
Iglesia de san Nicolás - interior
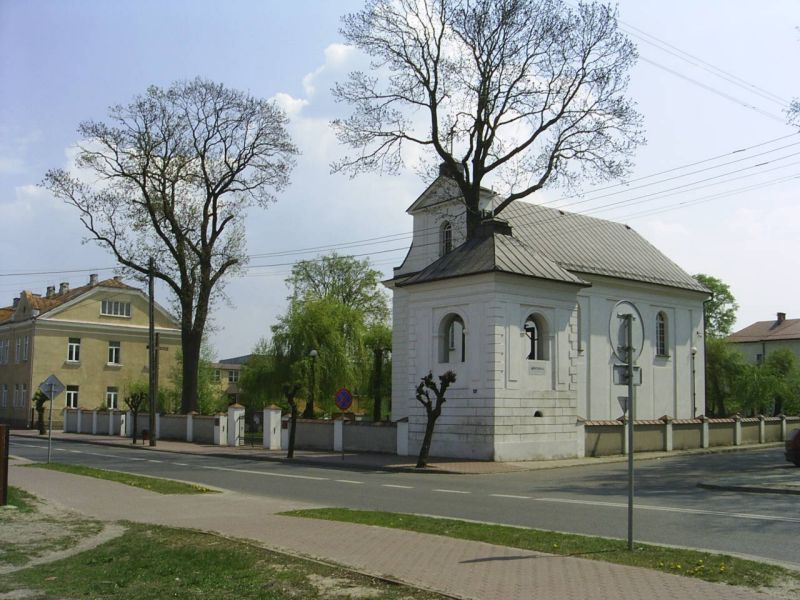
Iglesia de san Pedro y san Pablo
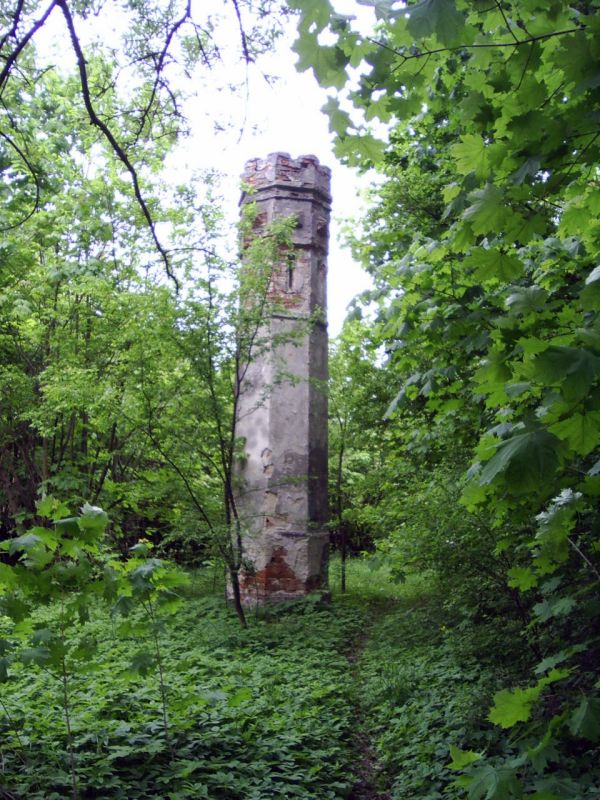
Torre
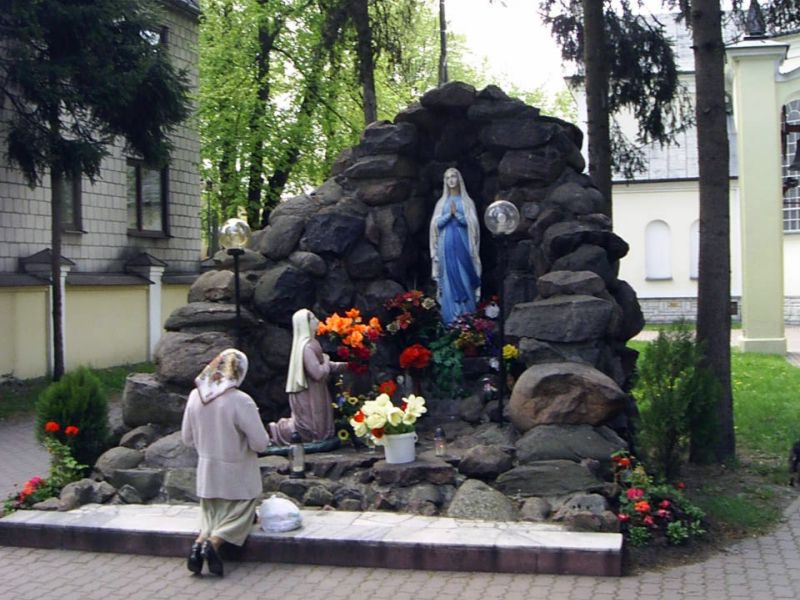
Capilla a lado de san Pedro y san Pablo
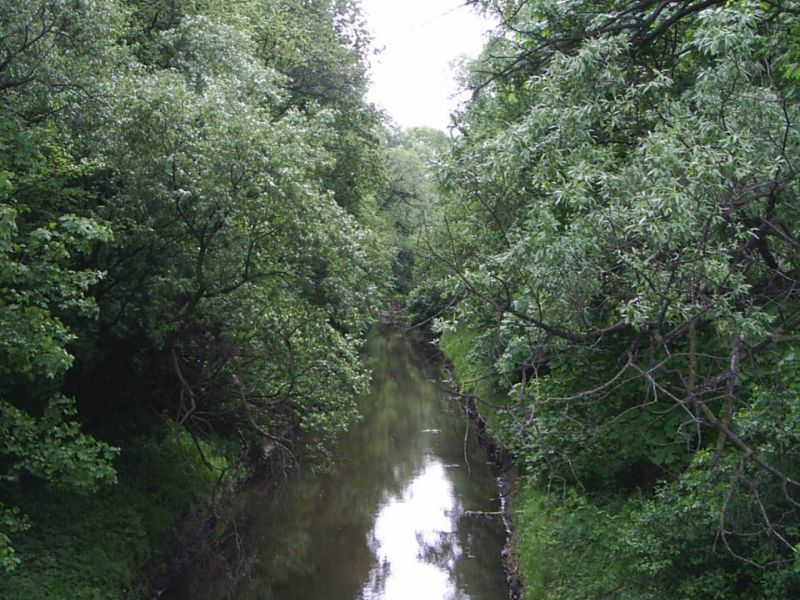
Canal Wieprz-Krzna
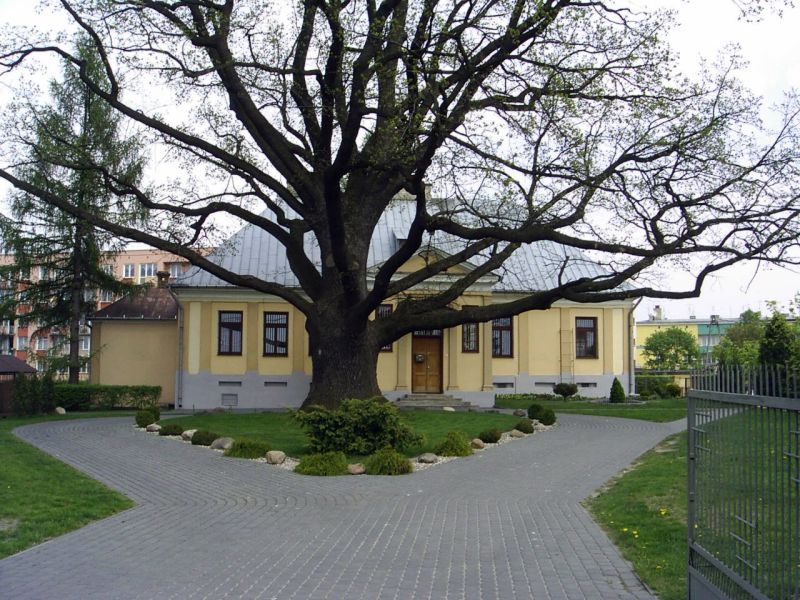
Presbiterio
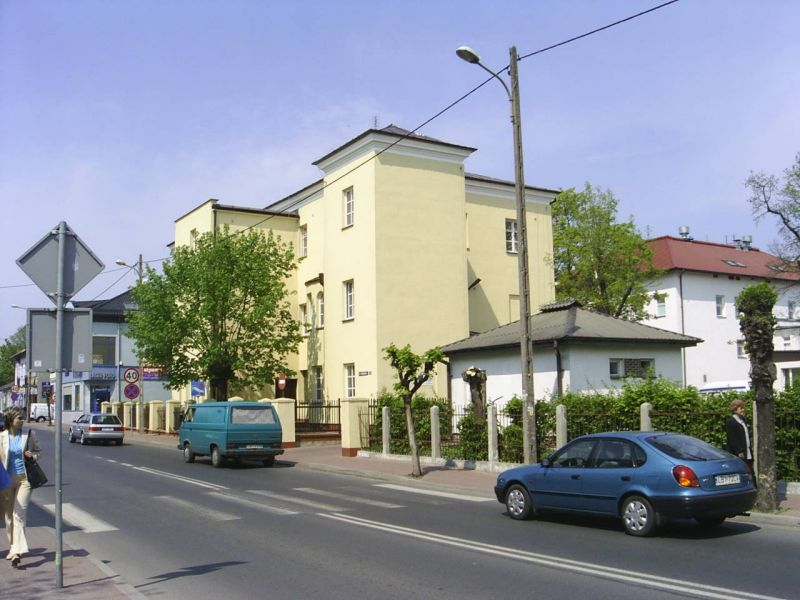
Hospital
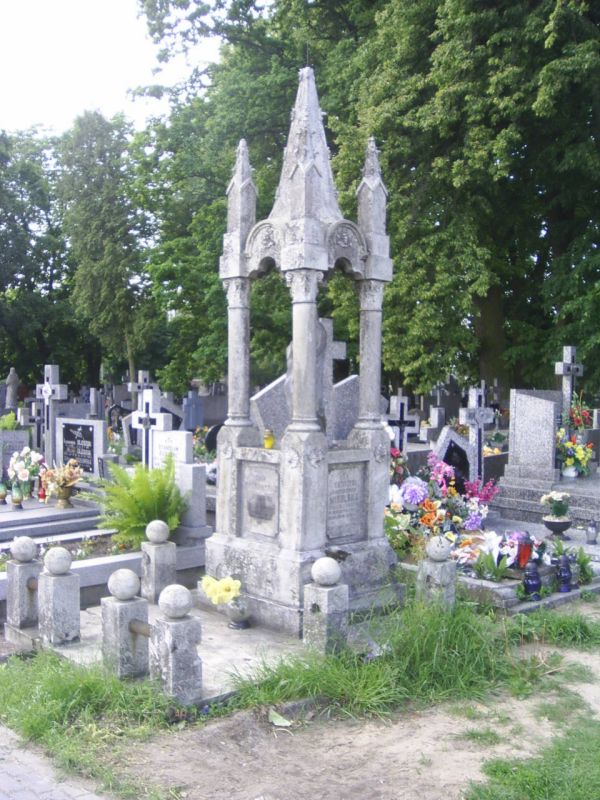
Cementerio católico
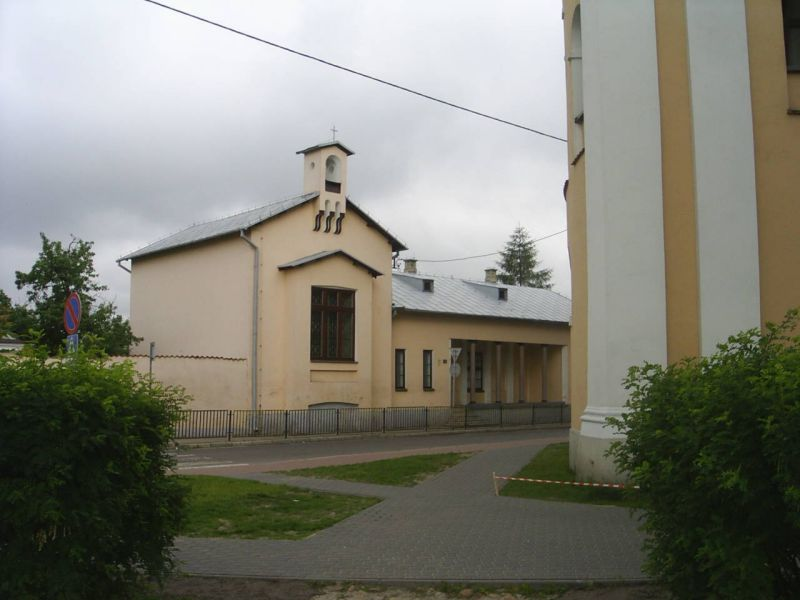
Escuela católica